# Топджу, Ремишназ
Ремишна́з Ханы́м-эфе́нди (тур. Remişnaz Hanım Efendi); после 1934 года — Ремишна́з Топджу́ (тур. Remişnaz Topcu; 1864, Северный Кавказ — после 1934, Стамбул) — наложница османского султана Мурада V.

## Имя
Турецкий историк Недждет Сакаоглу в своём труде «Султанши этого имущества» называет её «Ремишна́з» (тур. Remişnaz). Турецкий мемуарист Харун Ачба в книге «Жёны султанов: 1839—1934» даёт ей имя «Ремс-шина́з» (тур. Rems-şinaz) и отмечает, то именно дефисное написание имени использовалось в османских архивах. Наложница Мурада V Филизтен Ханым-эфенди в своих воспоминаниях пишет, что её именем было «Ремзшина́з» (от тур. Remzşinaz — «знающая приметы»), однако в повседневном общении имя трансформировалось в «Ремишна́з» (тур. Remişnaz).

## Биография
Недждет Сакаоглу пишет лишь, что в источниках, описывающих семью Мурада V, Ремишназ Ханым-эфенди не указана; однако турецкий историк Йылмаз Озтуна пишет, что она была четвёртой икбал султана и умерла до 1904 года.
Харун Ачба приводит другую версию биографии Ремишназ Ханым-эфенди. По национальности она была черкешенкой и принадлежала к племени бжедугов. Ремишназ родилась в 1864 году на территории Северного Кавказа в семье бжедугского бея Хасана Топджу и при рождении была названа Фехиме. О матери Ремишназ никаких данных нет. Семья Топчжу эмигрировала в Стамбул во время черкесского мухаджирства, а сама Ремишназ была принята на службу в султанский дворец. Неизвестно, когда и при каких обстоятельствах она познакомилась с Мурадом, однако вполне возможно, что Ремишназ первоначально прислуживала его матери Шевкефзе-султан. Она стала одной из жён уже свергнутого и заточённого в Чыраган Мурада V в 1880-х годах, однако точная дата неизвестна. Брак оставался бездетным.
По данным Харуна Ачбы, после смерти Мурада в 1904 году Ремишназ Ханым-эфенди некоторое время оставалась вместе с другими членами семьи бывшего султана в Чырагане. В 1910 году правительство приняло решение перевезти икбал Мурада в Бурсу; среди них оказалась и Ремишназ. Она оставалась в Бурсе до 1914 года, а затем вернулась в Стамбул. Ремишназ скончалась после 1934 года. В соответствии с законом о фамилиях от 1934 года Ремишназ должна была взять себе любую фамилию, и она взяла свою девичью фамилию Топджу.